# Собхи, Рамадан
Рамадан Собхи (англ. Ramadan Sobhi; род. 23 января 1997, Эль-Гиза) — египетский футболист, играющий на позиции полузащитника. В настоящее время выступает за египетский клуб «Пирамидз» и национальную сборную Египта.

## Клубная карьера
Собхи является воспитанником «Аль-Ахли», начинал заниматься в академии клуба в восемь лет, закончил её в 2014 году. 6 февраля 2014 года он дебютировал в чемпионате Египта 2013/2014 в поединке против «Газль Эль-Махалла».
25 июля 2016 года Собхи подписал контракт с клубом «Сток Сити». Сумма трансфера составила 5 млн евро. 20 августа 2016 года в поединке против «Манчестер Сити» дебютировал в английской Премьер-лиге, выйдя на замену на 88-й минуте вместо Марко Арнаутовича.

## Достижения
Аль-Ахли
- Чемпион Египта: 2013/2014, 2015/2016
- Обладатель Суперкубка Египта: 2014, 2015
- Обладатель Кубка Конфедерации КАФ: 2014